# The Man Next Door (film 1923)
The Man Next Door è un film muto del 1923 diretto da Victor Schertzinger.

## Trama
Il colonnello Wright, ricco allevatore di bestiame, si trasferisce nell'Est per offrire alla figlia Bonnie Bell la possibilità di vivere in una grande città e poterle, nel contempo, offrire un'educazione più raffinata. I due, che sono accompagnati da Curley, il caposquadra di Wright, vanno a vivere vicino alla residenza dei Wisners dove Bonnie Bell si innamora di quello che crede essere un giardiniere, ma che in realtà è Jimmy Wisner, l'erede della ricca famiglia. L'equivoco provoca una faida tra il vecchio Wisner e il colonnello ma, alla fine, i due giovani si chiariscono e i genitori di entrambi accolgono calorosamente la nuova coppia.

## Produzione
Il film fu prodotto dalla Vitagraph Company of America.

## Distribuzione
Distribuito dalla Vitagraph Company of America e presentato da Albert E. Smith, il film uscì nelle sale cinematografiche statunitensi il 28 maggio 1923.